# Big Brother 2006

## Allmänt
2006 års säsong var en samproduktion mellan svenska Kanal 5 och norska TVNorge.  Det deltog 10 personer från vardera Sverige och Norge. Denna säsong hade den dittills sämsta tittarsiffran för finalen med 565 000 tittare, medan över en miljon röstade på sin favoritdeltagare. Programledare var Hanna Rosander och Brita Möystad Engseth. I ett samarbete med Big Brother i Thailand ordnades ett utbyte så att Anton från Sverige och Boo från Thailand bytte plats under ungefär en vecka.
Jessica Lindgren från Kalmar stod till sist som segrare och fick 44 procent av rösterna i finalen, och gjorde under sommaren 2006 tillsammans med 2 andra deltagare, Samuel och Robin, en barturné Sverige runt – "the crazy tour" – med Mikael Brinkenstjärna som manager. Lindgren vek också ut sig efter sin medverkan i Big Brother, bland annat i herrtidningarna Moore, Slitz och Magazine Café.

### Övrigt
Det stora medie- och tittarintresset för Big Brother 2006 inspirerade till en C-uppsats samma år med "en diskursanalys av hur tjejer och killar framställs i Big brother 2006 sett ur ett genusperspektiv".

## Deltagare
Listan innehåller finalisterna efter antal röster i slutomröstningen, och därefter övriga deltagare som åkte ut innan finalen. Listan är ordnad så att överst är de som var kvar längst, och underst de som åkte ut först.

### Finalister
1. Jessica Lindgren
2. Richard "Ragger" Olsen
3. Anton Granlund
4. Daniel "Danne" Olsson
5. Linn Høyem
6. Anna Blombäck

### Ordningen de åkte ut i
- Carina Dahl
- Robin Persson
- Thommy Berglund
- Samuel Aronsson
- Irene Halle
- Gabriela Morales
- Therese Olander
- Tatiana Karas
- Daniel Wadlert
- Sami Alen
- Malin Halvarsson
- Muffe Bajraktarevic
- Wenche Helle
- Angelica Rimér
- Kristian Hillberg
- Morten Hegseth
- Johan Halvorsen
- Per Holmqvist
- Roger Danielsen Sunde
- Manne Lundin
- Max Rudberg
- Boo (Krit Trairatna, tillfällig gäst från Big Brother i Thai)